# Hailey Dunham
Hailey Dunham   (Santa Monica, 20 de novembre de 1987) és una jugadora de bàsquet professional. Mesura 1,88 m. d'alçària i juga en les posicions d'aler i aler pivot.
Es va formar a la Universitat del Sud de Califòrnia. Després de jugar a les lligues de Noruega, Argentina, Austràlia i Portugal, va jugar al Basket Esch de Luxemburg, aconseguint una mitjana de 24 punts per partit, i es va proclamar màxima anotadora de la lliga grega amb el Athinaikos, amb una mitjana de 19,6 punts i 11,1 rebots. La temporada 2016-17 fitxa pel Mann-Filter aragonès de la lliga espanyola. Després d'una altra temporada a la lliga grega, la temporada 2019-19 va tornar novament a la lliga espanyola al fitxar per l'Snatt's Femení Sant Adrià. En el mes de gener de 2019 va rescindir el seu contracte amb el club santadrianec.